# Nikoulabasis aurantiaca
Nikoulabasis aurantiaca – gatunek ważki z rodziny łątkowatych (Coenagrionidae). Znany tylko z holotypu – samca odłowionego na wyspie Viti Levu należącej do Fidżi.
Gatunek ten opisał pod nazwą Nesobasis aurantiaca w 1924 roku Robert John Tillyard na łamach czasopisma „Transactions of the Entomological Society of London”, na podstawie trzech okazów samców odłowionych w październiku 1922 roku w Sigatoka na wyspie Viti Levu. Dwa z nich (uznane przez Tillyarda za paratypy) okazały się młodocianymi samcami Nesobasis heteroneura, tak więc gatunek znany jest tylko z jednego, niekompletnego okazu – brakuje mu końcowych segmentów odwłoka.